# 8144 Hiragagennai
8144 Hiragagennai è un asteroide della fascia principale. Scoperto nel 1982, presenta un'orbita caratterizzata da un semiasse maggiore pari a 2,9296316 UA e da un'eccentricità di 0,0553210, inclinata di 3,01568° rispetto all'eclittica.